# Ryōtarō Abe
Ryotaro Abe (japanisch 阿部 亮太郎 Abe Ryōtarō; * 1962 in der Präfektur Tokio, Japan) ist ein japanischer Komponist und Musikpädagoge.

## Leben
Sein Studium absolvierte er an der Tokyo National University of Fine Arts and Music. Dort studierte er Komposition und graduierte 1989 als Master of Music. Er gehört dem Lehrkörper der Fakultät für Musik der Pädagogischen Hochschule Jōetsu in Jōetsu, Präfektur Niigata an und lehrt dort Komposition und musikalische Analyse.

## Werke (Auswahl)

### Werke für Chor und Orchester
- Kubikino no Uta [Lied des Kubikino] für Kinderchor, gemischten Chor und Orchester, Dauer 90 Minuten, uraufgeführt in Joetsu, 2010[2]

### Orchesterwerke
- Texture of Paradox for orchestra, 1992

### Blasorchesterwerke
- Hamekomi Kokyo, 1987
- Thanatopsis, 1994

- Five Conchs für Blasorchester, Dauer 17 Minuten, uraufgeführt in Tokio, 2001[3]
- Reduced Drawings of Respiration für Flöte und Klarinette, Dauer 8 Minuten, uraufgeführt in Tokio, 2001[3]
- Fireworks in 120cm Diameter Shell (Extreme Display of Crazy Japanese Firework) für Blasorchester, uraufgeführt in Tokio, 2007[4]
- Glas et Choral [Totengeläut und Choral] für Blasorchester, uraufgeführt in Joetsu, 2007[4]
- Half Awake Festival, Small Galaxy in Immune System [Halb waches Festival/Kleine Galaxie im Immunsystem], Fassung für Blasorchester, Dauer 13 Minuten, uraufgeführt in Tokio 2012[5]

### Kammermusik

#### Werke für Klavier
- Texture of Absence I für Klavier, 1993
- Kiri no Nai Futatsu no Senritsu für Klavier, 1993
- Hikari no Tamago o Migomoru-tame ni für Klavier, 1994

- Regard sur Regard für Klavier
- Half Awake Festival, Small Galaxy in Immune System [Halb waches Festival/Kleine Galaxie im Immunsystem], Fassung für Klavier zu vier Händen, Dauer 13 Minuten, uraufgeführt in Tokio 2012[5]
- To Break on the Shore and Retreat, Winter Cloudy Sky Migrating Birds Go North für Klavier, uraufgeführt in Tokio 2012[5]
- Listen to the Early Summer Rain, Handwriting with Hesitation für Klavier, uraufgeführt in Tokio 2012[5]

#### Werke für Malletts
- La vent de la Fin [Der Wind des Endes] für Vibraphon, uraufgeführt in Tokio, 2004[6]

- Voix et Vent [Stimme und Wind] für Marimba, uraufgeführt in Tokio, 2007[4]

#### Werke für Holzbläserensembles
- The Restless Waves / Cloudy Sky in Early Spring [Ruhelose Wellen/ Wolkiger Himmel im Vorfrühling] für Klarinettenensemble, uraufgeführt in Tokio, 2007[4]
- Listening to Early Summer Rain / Awkward Writing [Dem Regen des Vorfrühlings zuhören/Ungeschicktes Schreiben] für Klarinettenensemble, uraufgeführt in Tokio, 2007[4]
- A band of light/Clouds and Rainbow [Ein Band aus Licht/Wolken und Regenbogen] für acht Klarinetten, uraufgeführt in Tokio 2011[5]

#### Werke für Flöte und Klavier
- From the Roof of Heaven [Vom Dach des Himmels] für Flöte und Klavier, uraufgeführt in Tokio, 2007[4]

#### Werke für verschiedene Instrumente
- A mother's lullaby and father's four annotations für Violine, Flöte, Klarinette, Harfe, Klavier und 2 Schlagzeuger, 1988

### Schriften
- A propos de la theorie d'Akira Miyoshi